# Fjorin Durmishaj
Fjorin Durmishaj (Valona, 14 novembre 1996) è un calciatore albanese naturalizzato greco, attaccante dell'Īraklīs.

## Carriera

### Club
Cresciuto nelle giovanili della squadra greca del Paniōnios, debutta nella massima serie del campionato greco il 1º novembre 2014 nella partita pareggiata per 2-2 contro il GAS Veria.
Il 24 dicembre 2019 l'Arīs Salonicco annuncia il passaggio in prestito per sei mesi del giocatore.

### Nazionale
Debutta con la maglia della nazionale albanese Under-21 il 12 novembre 2015, nella partita valida per le qualificazioni all'Europeo 2017 persa per 4-0 contro il Portogallo, giocando da titolare.
È stato convocato da Christian Panucci per le partite contro Galles e Scozia, ma per dei motivi burocratici (servizio militare) non ha potuto oltrepassare i confini greci.
A marzo 2019 ha scelto di giocare con la nazionale greca dopo essere stato convinto dal CT della Grecia Aggelos Anastasiadīs. Il caso ha fatto molto discutere in Albania e Grecia, il calciatore è stato accusato di tradimento in Albania ed è stato contestato dai tifosi greci che volevano in nazionale solo giocatori di origine greca.

## Statistiche

### Presenze e reti nei club
Statistiche aggiornate al 10 aprile 2021.
| Stagione         | Squadra          | Campionato       | Campionato | Campionato | Coppe nazionali | Coppe nazionali | Coppe nazionali | Coppe continentali | Coppe continentali | Coppe continentali | Altre coppe | Altre coppe | Altre coppe | Totale | Totale |
| Stagione         | Squadra          | Comp             | Pres       | Reti       | Comp            | Pres            | Reti            | Comp               | Pres               | Reti               | Comp        | Pres        | Reti        | Pres   | Reti   |
| ---------------- | ---------------- | ---------------- | ---------- | ---------- | --------------- | --------------- | --------------- | ------------------ | ------------------ | ------------------ | ----------- | ----------- | ----------- | ------ | ------ |
| 2014-gen. 2015   | Paniōnios        | SL               | 2          | 0          | CG              | 1               | 0               | -                  | -                  | -                  | -           | -           | -           | 3      | 0      |
| gen.-giu. 2015   | Kallithea        | FL               | 11+9       | 2+4        | CG              | 0               | 0               | -                  | -                  | -                  | -           | -           | -           | 20     | 6      |
| 2015-gen. 2016   | Paniōnios        | SL               | 2          | 0          | CG              | 2               | 0               | -                  | -                  | -                  | -           | -           | -           | 4      | 0      |
| gen.-giu. 2016   | Kallithea        | FL               | 12         | 1          | CG              | 0               | 0               | -                  | -                  | -                  | -           | -           | -           | 12     | 1      |
| Totale Kallithea | Totale Kallithea | Totale Kallithea | 23+9       | 3+4        |                 | 0               | 0               |                    | -                  | -                  |             | -           | -           | 32     | 7      |
| 2016-2017        | Lamia            | FL               | 25         | 8          | CG              | 3               | 0               | -                  | -                  | -                  | -           | -           | -           | 28     | 8      |
| 2017-2018        | Paniōnios        | SL               | 21         | 4          | CG              | 5               | 2               | UEL                | 3                  | 0                  | -           | -           | -           | 29     | 6      |
| 2018-2019        | Paniōnios        | SL               | 27         | 6          | CG              | 6               | 5               | -                  | -                  | -                  | -           | -           | -           | 33     | 11     |
| Totale Paniōnios | Totale Paniōnios | Totale Paniōnios | 52         | 10         |                 | 14              | 7               |                    | 3                  | 0                  |             | -           | -           | 69     | 17     |
| 2019-gen. 2020   | Waasland-Beveren | PL               | 8          | 0          | CB              | 1               | 2               | -                  | -                  | -                  | -           | -           | -           | 9      | 2      |
| gen.-giu. 2020   | Arīs Salonicco   | SL               | 6          | 0          | CG              | 3               | 0               | UEL                | -                  | -                  | -           | -           | -           | 9      | 0      |
| 2020-2021        | Larissa          | SL               | 23         | 4          | CG              | 1               | 0               | -                  | -                  | -                  | -           | -           | -           | 24     | 4      |
| Totale carriera  | Totale carriera  | Totale carriera  | 137+9      | 25+4       |                 | 22              | 9               |                    | 3                  | 0                  |             | -           | -           | 171    | 38     |

### Cronologia presenze e reti in nazionale
| Cronologia completa delle presenze e delle reti in nazionale ― Grecia | Cronologia completa delle presenze e delle reti in nazionale ― Grecia | Cronologia completa delle presenze e delle reti in nazionale ― Grecia | Cronologia completa delle presenze e delle reti in nazionale ― Grecia | Cronologia completa delle presenze e delle reti in nazionale ― Grecia | Cronologia completa delle presenze e delle reti in nazionale ― Grecia | Cronologia completa delle presenze e delle reti in nazionale ― Grecia | Cronologia completa delle presenze e delle reti in nazionale ― Grecia |
| Data                                                                  | Città                                                                 | In casa                                                               | Risultato                                                             | Ospiti                                                                | Competizione                                                          | Reti                                                                  | Note                                                                  |
| --------------------------------------------------------------------- | --------------------------------------------------------------------- | --------------------------------------------------------------------- | --------------------------------------------------------------------- | --------------------------------------------------------------------- | --------------------------------------------------------------------- | --------------------------------------------------------------------- | --------------------------------------------------------------------- |
| 30-5-2019                                                             | Antalya                                                               | Turchia                                                               | 2 – 1                                                                 | Grecia                                                                | Amichevole                                                            | -                                                                     | 65’                                                                   |
| Totale                                                                |                                                                       | Presenze                                                              | 1                                                                     |                                                                       | Reti                                                                  | 0                                                                     |                                                                       |

| Cronologia completa delle presenze e delle reti in nazionale ― Albania under 21 | Cronologia completa delle presenze e delle reti in nazionale ― Albania under 21 | Cronologia completa delle presenze e delle reti in nazionale ― Albania under 21 | Cronologia completa delle presenze e delle reti in nazionale ― Albania under 21 | Cronologia completa delle presenze e delle reti in nazionale ― Albania under 21 | Cronologia completa delle presenze e delle reti in nazionale ― Albania under 21 | Cronologia completa delle presenze e delle reti in nazionale ― Albania under 21 | Cronologia completa delle presenze e delle reti in nazionale ― Albania under 21 |
| Data                                                                            | Città                                                                           | In casa                                                                         | Risultato                                                                       | Ospiti                                                                          | Competizione                                                                    | Reti                                                                            | Note                                                                            |
| ------------------------------------------------------------------------------- | ------------------------------------------------------------------------------- | ------------------------------------------------------------------------------- | ------------------------------------------------------------------------------- | ------------------------------------------------------------------------------- | ------------------------------------------------------------------------------- | ------------------------------------------------------------------------------- | ------------------------------------------------------------------------------- |
| 12-11-2015                                                                      | Arouca                                                                          | Portogallo under 21                                                             | 4 – 0                                                                           | Albania under 21                                                                | Qual. Europeo Under-21 2017                                                     | -                                                                               | 63’                                                                             |
| 16-11-2015                                                                      | Tirana                                                                          | Albania under 21                                                                | 2 – 0                                                                           | Liechtenstein under 21                                                          | Qual. Europeo Under-21 2017                                                     | -                                                                               | 46’                                                                             |
| 28-3-2016                                                                       | Elbasan                                                                         | Albania under 21                                                                | 2 – 1                                                                           | Ungheria under 21                                                               | Qual. Europeo Under-21 2017                                                     | -                                                                               | 60’                                                                             |
| 20-5-2016                                                                       | Zell am See                                                                     | Rep. Ceca under 21                                                              | 1 – 1                                                                           | Albania under 21                                                                | Amichevole                                                                      | -                                                                               | 46’                                                                             |
| 23-5-2016                                                                       | Mittersill                                                                      | Rep. Ceca under 21                                                              | 1 – 1                                                                           | Albania under 21                                                                | Amichevole                                                                      | -                                                                               | 46’                                                                             |
| 5-6-2017                                                                        | Tirana                                                                          | Albania under 21                                                                | 0 – 3                                                                           | Francia under 21                                                                | Amichevole                                                                      | -                                                                               | 52’                                                                             |
| 31-8-2017                                                                       | Lurgan                                                                          | Irlanda del Nord under 21                                                       | 1 – 0                                                                           | Albania under 21                                                                | Qual. Europeo Under-21 2019                                                     | -                                                                               | 75’ 82’                                                                         |
| 4-9-2017                                                                        | Reykjavík                                                                       | Islanda under 21                                                                | 2 – 3                                                                           | Albania under 21                                                                | Qual. Europeo Under-21 2019                                                     | 1                                                                               | 73’                                                                             |
| 6-9-2018                                                                        | Cordova                                                                         | Spagna under 21                                                                 | 3 – 0                                                                           | Albania under 21                                                                | Qual. Europeo Under-21 2019                                                     | -                                                                               |                                                                                 |
| Totale                                                                          |                                                                                 | Presenze                                                                        | 9                                                                               |                                                                                 | Reti                                                                            | 1                                                                               |                                                                                 |